# قاعدين ليه ؟ (مسرحية)
قاعدين ليه؟ مسرحية سياسية مصرية من بطولة سعيد صالح وسعيد طرابيك وبشرى، ومن إخراج حسام الدين صالح تم انتاجها وعرضها عام 2005، وتعتبر آخر مسرحية لـ سعيد صالح.

## الطاقم
- سعيد صالح
- سعيد طرابيك
- بشرى
- إنجي علي
- صفوة
- إيمان رجائي
- نهاد سعيد
- محمد عبدالرازق
- أحمد فوزي
- رقية أحمد
- سيد الفيومي
- سلوى العرابي
- مهدي عباس
- جلال رجب
- محمد الحرفة
- مجدي عبدالحليم
- رضا ادريس
- هشام سالم
- عهدي صادق
- محمود إباظة
- ناهد أبو المجد
- محمد رمضان

## قصة المسرحية
أحداث المسرحية تدور بطريقة (عرض داخل عرض)، عن عرض تليفزيوني من سبع حلقات تدور أحداثه حول (صابر صابر عبد الصبور):(سعيد صالح) الموظف النزيه ومشاكله في المجتمع المصري المعاصر في منتصف العقد الأول من الألفينات، في الحلقة الأولى يتعرض لزلزال ويصرخ بشعر (بيرم التونسي):«ألا البلد يا ولاد مالها مقلوب حالها، في عز إستقلالها...»، في الحلقة الثانية يُعرض له في مكان عمله والإضطهادات التي يتعرض لها من رئيسه، في الحلقة الثالثة يعرض له في السوق وما أصبح عليه من سلوكيات متدهورة وألفاظ متدنية وتنتهي بأغنية للشاعر (عبدالرحمن الأبنودي)، الحلقة الرابعة تدور في المقهى وهو يحكي همومه مع الضرائب ومع الأصفار التي حصدتها البلد في كل المجالات وعن سيطرة الجيش على كل المناصب من مناصب الكرة حتي أعلى المناصب وتنتهي بأغنية للشاعر (فؤاد حداد)، الحلقة الخامسة تدور في السجن ويغني فيها (صابر) عدة أشعار من تأليف (أحمد فؤاد نجم) وتنتهي بتقديمه بلاغ ضد رئيس الجمهورية ومجلس الوزراء، الحلقة السادسة عن سوء الرعاية الصحية وتنتهي بوفاة إبنته، وبأغنية (خسارة يا مصر) لمحمود الطويل، الحلقة السابعة والأخيرة عن إحباط (صابر) وعجزه أمام طوفان الفساد يبدأ بمعاقرة الخمر كي يتوه عن واقعه المؤلم ويغني لـ (صلاح جاهين):«وأقول يا مصر ليه ولادك كدة»، ويلتقي في توهانه مع قائد فرعوني ومع قائد مسلم من جيش (صلاح الدين الأيوبي) يسائلانه عما آل إليه الحال، ويلتقي بوالده شهيد حرب 1973 الذي يسأله عما فعلوه بعد حرب 1973، ويرد عليه (صابر):«كسبنا سينا وخسرنا مصر»، يلعن أبوه الشهيد الأمة التي فرطت في دم شهدائها، ويدرك (صابر) موطن الداء في الفساد الذي ينخر عظام المجتمع في كل مكان، ويصرخ في وجه ناس «المفروض تمشي من زمان» ويسألهم «قاعدين ليه؟!»

## على هامش المسرحية
- [2]طلب (سعيد صالح) في آخر يوم للمسرحية الزواج من الفنانة (شيماء فرغلي) أعز وأقرب صديقات ابنته (هند)، على خشبة المسرح أمام الجمهور، وتزوجها فعلًا في 2006.
- قال عنها (سعيد صالح) أن المسرحية ساهمت في حدوث الحراك الاخير في مصر وخرجت من عباءتها حركة (كفاية) المعارضة لأن الناس فوجئت باللهجة الجريئة جدا التي تتحدث بها المسرحية وأدركت أن هناك مساحة جديدة من الحرية.[3]
- أول الأعمال الفنية لـ محمد رمضان.[4]
- قال عنها (سعيد صالح) أنه يعتبرها أفضل عروضه المسرحية التي قدمها طوال حياته.
- مستلهمة من مسرحية (كاسك يا وطن) لـ محمد الماغوط.